# Bagattino

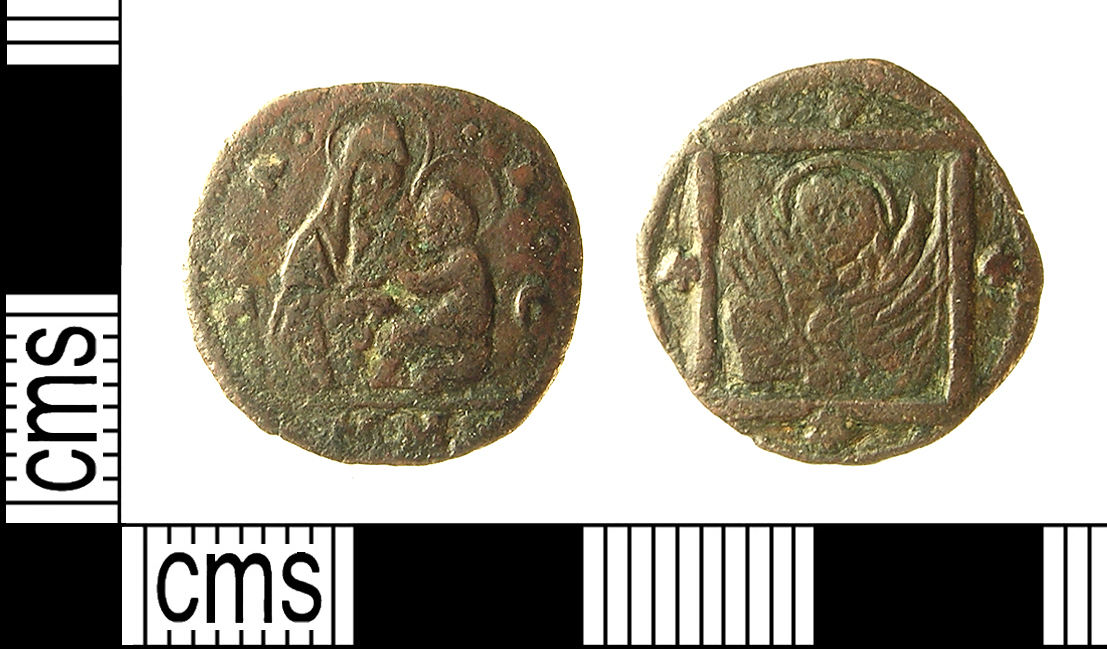
Bagattino veneziano

Bagattino era il nome popolare dei "denari piccoli". Altre varianti del nome erano bagatino, baggatino, bagateno.

## Valore conio e diffusione territoriale
Valeva un dodicesimo di soldo, 1/20 di aquilino. Il termine potrebbe derivare da "bagatella" o "bagattella", cioè cosa da nulla, a sua volta dal latino baca (bacca) e quindi piccola bacca.
Inizialmente furono coniati in biglione e poi in rame. I primi bagattini furono quelli di Padova del 1274.
Furono emessi in molte città dell'Italia settentrionale (Padova, Treviso, Ferrara, Modena) nei secoli XIII e XIV. A Reggio gli ultimi furono battuti fino al 1573.
Il bagattino più noto era quello di Venezia, emesso inizialmente nel 1442 per le necessità di commercio minuto della terraferma. I tipi ed i pesi variavano alquanto. A Venezia valeva 1/6 di grosso. 
Poi il nome rimase per le monete veneziane con al dritto il busto della Vergine con il Bambino ed al rovescio il Leone di San Marco rinchiuso in una cornice quadrata, coniate dal 1519. 
Furono emessi anche multipli da 2, 3, 6 e 12 bagattini. Quest'ultima moneta era detta anche bezzone.